# 希俄斯的伊翁
希俄斯的伊翁（英語：Ion of Chios），（？—前420年）。古希腊诗人与散文作家，一生的大部分在雅典度过。他主要以悲剧著名，但他也创作其他类型的诗歌，公元前428年为欧里庇得斯的《希波吕托斯》所击败，后凭借悲剧以及酒歌在城邦酒神节上获得头奖。现仅存几部剧名。另外他还著有包括《出访》、《希俄斯的建立》和《论毕达哥拉斯哲学》等散文作品。